# Anginon
Anginon, biljni rod iz porodice štitarki smješten u tribus Heteromorpheae, dio potporodice Apioideae. Njezinih 12  priznatih vrsta polugrmova i grmova koji rastu po Namibiji i Južnoj Africi
Tipična vrsta je polugrm Anginon rugosum Raf. Rod je opisan u Good Book 56. 1840.

## Vrste
1. Anginon difforme (L.) B.L.Burtt
2. Anginon fruticosum I.Allison & B.-E.van Wyk
3. Anginon intermedium I.Allison & B.-E.van Wyk
4. Anginon jaarsveldii B.L.Burtt
5. Anginon paniculatum (Thunb.) B.L.Burtt
6. Anginon pumilum I.Allison & B.-E.van Wyk
7. Anginon rugosum (Thunb.) Raf.
8. Anginon streyi (Merxm.) I.Allison & B.-E.van Wyk
9. Anginon swellendamense (Eckl. & Zeyh.) B.L.Burtt
10. Anginon tenuius I.Allison & B.-E.van Wyk
11. Anginon ternatum I.Allison & B.-E.van Wyk
12. Anginon verticillatum (Sond.) B.L.Burtt

## Sinonimi
- Rhyticarpus Sond.; Harv. et al. (eds.), Fl. Cap. 2: 549 (1862)
- Lepisma E.Mey.; Drège, Zwei Pfl. Docum. 198 (1843)
- Lepiselinum C.Presl; Bot. Bemerk. 75 (1844)